# Giuseppe Asti
Giuseppe Asti (Somaglia, 17 novembre 1891 – Casteggio, 14 marzo 1965) è stato un calciatore italiano, di ruolo ala sinistra.

## Carriera

### Club
Asti giocò per il Minerva F.C. di Milano prima di approdare all'Inter nel 1914. Con i nerazzurri giocò due stagioni inframmezzate dalla prima guerra mondiale e nella seconda di esse conquistò lo scudetto dopo la finale giocata da titolare contro il Livorno e vinta per 3-2. Passò poi alla Novese dove vinse nel 1922 il Campionato F.I.G.C.. Chiuse infine la carriera dopo un'ultima stagione all'Inter.

### Nazionale
La prima ed unica partita di Asti in maglia azzurra fu la sconfitta per 3-0 contro la Svizzera del 28 marzo 1920.

## Statistiche

### Cronologia presenze e reti in nazionale
| Cronologia completa delle presenze e delle reti in nazionale ― Italia | Cronologia completa delle presenze e delle reti in nazionale ― Italia | Cronologia completa delle presenze e delle reti in nazionale ― Italia | Cronologia completa delle presenze e delle reti in nazionale ― Italia | Cronologia completa delle presenze e delle reti in nazionale ― Italia | Cronologia completa delle presenze e delle reti in nazionale ― Italia | Cronologia completa delle presenze e delle reti in nazionale ― Italia | Cronologia completa delle presenze e delle reti in nazionale ― Italia |
| Data                                                                  | Città                                                                 | In casa                                                               | Risultato                                                             | Ospiti                                                                | Competizione                                                          | Reti                                                                  | Note                                                                  |
| --------------------------------------------------------------------- | --------------------------------------------------------------------- | --------------------------------------------------------------------- | --------------------------------------------------------------------- | --------------------------------------------------------------------- | --------------------------------------------------------------------- | --------------------------------------------------------------------- | --------------------------------------------------------------------- |
| 28-3-1920                                                             | Berna                                                                 | Svizzera                                                              | 3 – 0                                                                 | Italia                                                                | Amichevole                                                            | -                                                                     |                                                                       |
| Totale                                                                |                                                                       | Presenze                                                              | 1                                                                     |                                                                       | Reti                                                                  | 0                                                                     |                                                                       |

## Palmarès

### Club

#### Competizioni nazionali
- Campionato italiano: 2

Inter: 1919-1920
Novese: 1921-1922